# Lewis Allen
Lewis Allen (Oakengates, Shropshire, Anglaterra, 25 de desembre de 1905 − Santa Monica, Califòrnia, Estats Units, 3 de maig de 2000) va ser un director de cinema britànic.

## Biografia
Lewis Allen va anar a l'England's Tettenhall College i després passa diversos anys a Londres treballant com stage-actor i director. Durant els primers anys de la Segona Guerra Mundial es trasllada a Nova York, on va continuar la seva carrera al món de l'espectacle a Broadway com a president executiu de les produccions per al famós empresari Gilbert Miller. Durant aquest període, codirigeix diverses produccions (entre elles la famosa La reina Victòria amb Helen Hayes i Vincent Price) abans de ser contractat per Hollywood per Buddy DeSylva, cap de la Paramount Pictures.
El seu debut com a director va ser  The Uninvited  (1943), una adaptació de l'exitosa novel·la de Dorothy MacArdle, una de les històries més belles i reals de fantasmes mai produïda per un estudi americà. L'èxit de la pel·lícula el va consagrar definitivament, però pocs dels seus projectes posteriors va aconseguir el mateix èxit; la seqüela de The Uninvited, o el thriller  The Unseen  (1945) desenvolupat a partir d'un text de Raymond Chandler, va ser particularment decebedor.
Després va seguir l'escola d'Alan Ladd, George Raft i Edward G. Robinson, dirigint les pel·lícules de  tipus dur  de trama intricada com:  The Imperfect Lady (1947), Chicago Deadline (1949) i  Appointment with Danger  (1951).
Treballant com a independent a principis dels anys cinquanta, Allen va dirigir la pel·lícula biogràfica  Rodolfo Valentino  (1951) de la Columbia Pictures. Es va recuperar d'aquest fracàs amb el thriller  Suddenly (1954).
Durant els anys 50, Allen també va dirigir una dotzena d'episodis de l'antologia de televisió The Ethel Barrymore Theatre  (1956) i després va ser director de molts episodis de populars sèries de televisió com: The Big Valley (1965), Mission: Impossible (1967) i La casa de la pradera  (1975).

## Filmografia[3]
- 1943: Freedom Comes High
- 1944: The Uninvited
- 1944: Our Hearts Were Young and Gay
- 1945: Those Endearing Young Charms
- 1945: The Unseen
- 1947: The Perfect Marriage
- 1947: The Imperfect Lady
- 1947: Desert Fury
- 1948: So Evil My Love
- 1948: Sealed Verdict
- 1949: Chicago Deadline
- 1951: Valentino
- 1951: Appointment with Danger
- 1952: Els fills dels mosqueters (At Sword's Point)
- 1954: Suddenly
- 1955: A Bullet for Joey
- 1955: Illegal
- 1958: Another Time, Another Place
- 1959: Whirlpool
- 1963: Decision at Midnight

## Premis i nominacions
Nominacions
- 1957: Primetime Emmy al millor director per The 20th Century-Fox Hour (1955)